# 2003 en astronautique
Chronologie de l'astronautique
- 1999
- 2000
- 2001
- 2002
- 2003
- 2004
- 2005
- 2006
- 2007

Cette page présente une chronologie des événements qui se sont produits pendant l'année 2003 dans le domaine de l'astronautique.

## Synthèse de l'année 2003

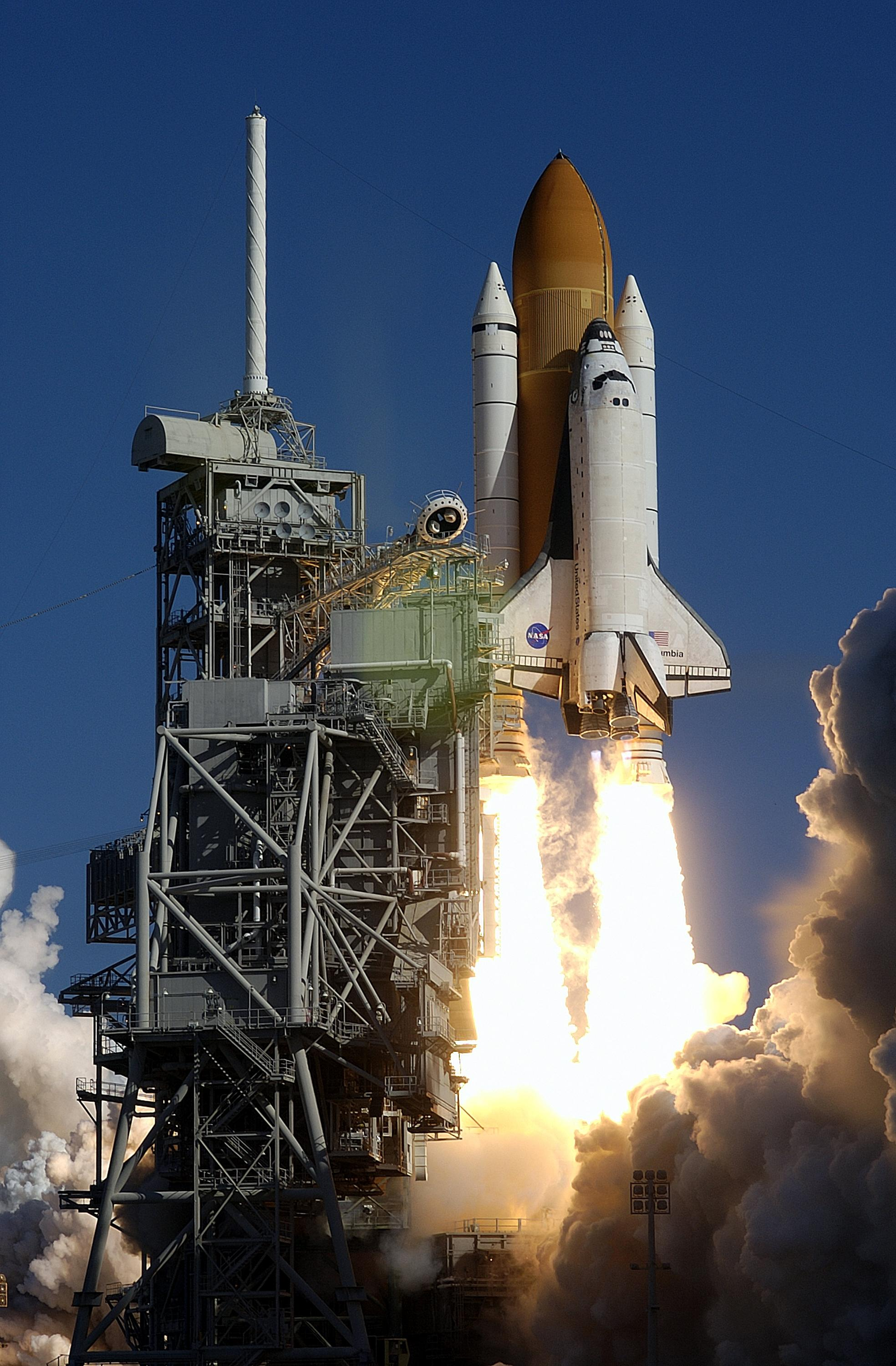
Lancemet de la navette spatiale américaine Columbia qui se désintégrera lors de la rentrée atmosphérique

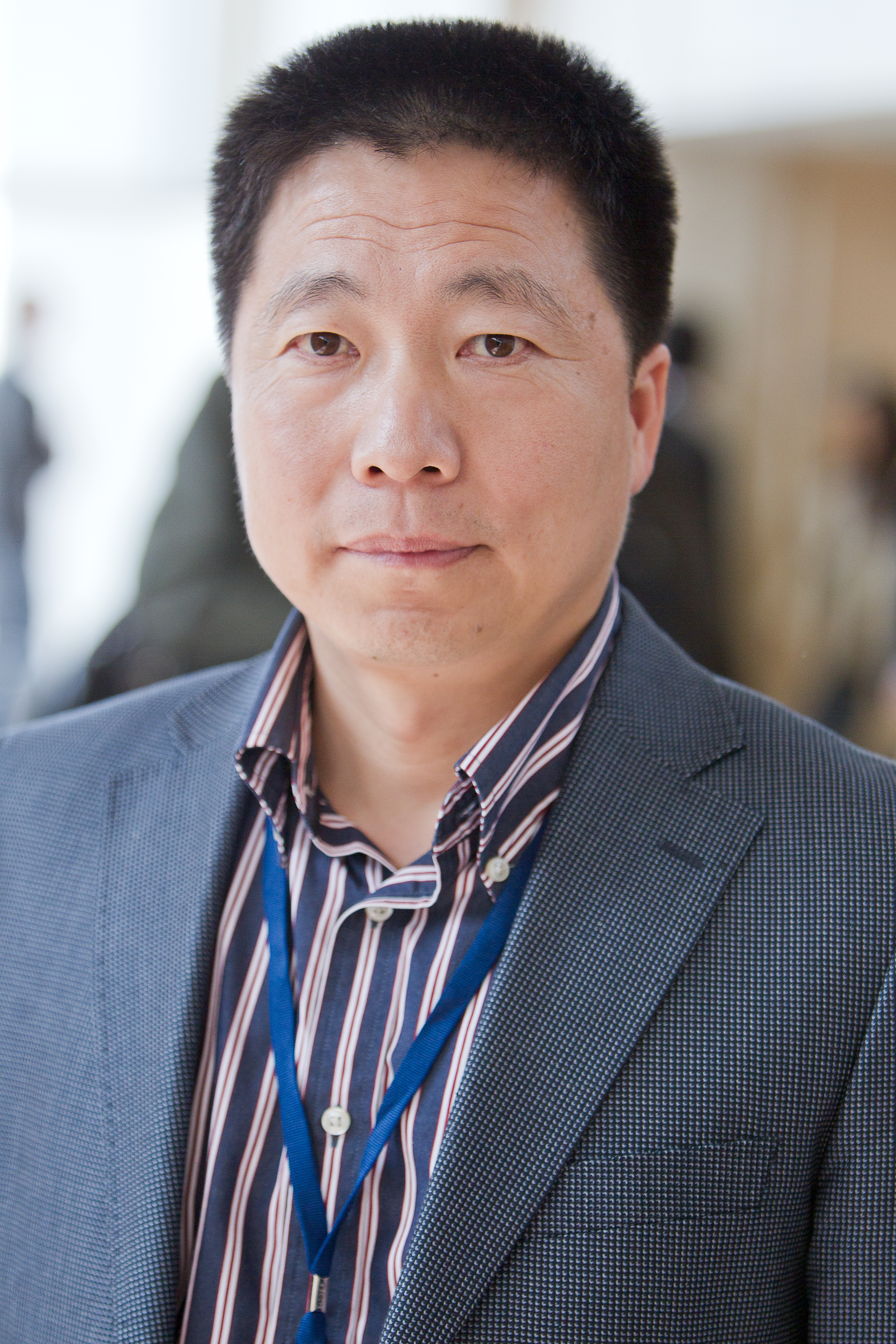
Yang Liwei, premier chinois à aller dans l'espace dans le cadre du programme spatial chinois.

### Exploration du système solaire
Cinq missions destinées à explorer le système solaire sont lancées en 2003 dont trois à destination de la planète Mars :
- Les deux rovers Mars Exploration Rover (MER) de la NASA lancée en 2003 ont pour objectif d'étudier la géologie de la planète Mars et en particulier le rôle joué par l'eau dans l'histoire de la planète. Ce sont les premiers engins dotés à la fois de mobilité, d'un ensemble d'instruments scientifiques conséquent et d'une grande autonomie qui vont se poser sur la planète.
- Mars Express est une sonde spatiale de l'Agence spatiale européenne qui doit se placer en orbite autour de Mars. Sa mission est de recueillir des données sur la surface, l'atmosphère, l'ionosphère et le sous-sol de la planète. Elle emporte un petit atterrisseur, Beagle 2, chargé de se poser sur la surface  et de déceler d'éventuelles traces de vie.
- SMART-1 (pour Small Missions for Advanced Research in Technology) est une sonde spatiale expérimentale propulsée par un moteur ionique qui doit se place en orbite autour de la Lune. Elle doit contribuer à  mettre au point des sondes spatiales plus petites et moins couteuses que celles développées jusque-là.
- Hayabusa  est une sonde spatiale  de l'Agence d'exploration aérospatiale japonaise (JAXA), ayant pour objectif l'étude du petit astéroïde Itokawa et  la validation de plusieurs techniques d'exploration robotique innovantes. Pour sa mission la sonde, qui pèse 510 kg, embarque plusieurs instruments scientifiques ainsi qu'un atterrisseur de petite taille pesant 600 grammes. L'objectif le plus ambitieux du projet est le retour sur Terre d'un échantillon de quelques grammes prélevés sur le sol de l'astéroïde.

### Satellites scientifiques
La NASA place en orbite quatre satellites scientifiques en 2003 : 
- Spitzer  est un télescope spatial infrarouge qui est le dernier des quatre « grands observatoires » aux caractéristiques complémentaires réalisés par l'agence spatiale américaine pour répondre aux grandes interrogations scientifiques de la fin du siècle dans le domaine de l'astrophysique. Le rôle de Spitzer est principalement d'observer la création de l'univers, la formation et l'évolution des galaxies primitives, la genèse des étoiles et des planètes et l'évolution de la composition chimiques de l'univers qui sont des phénomènes principalement visibles dans l'infrarouge
- Galaxy Evolution Explorer ou (GALEX) est un petit télescope spatial destiné à l'observation de galaxies dans l'ultraviolet. Il fait partie des missions à faible cout du programme Explorer.
- ICESat   est une mission spatiale du programme d'observation de la Terre de la NASA  chargée de mesurer la masse de la couche de glace du Groenland et de l'Antarctique, les caractéristiques de la couverture nuageuse en particulier des nuages de la stratosphère, la quantité d'aérosols ainsi que la topographie et la végétation à l'échelle du globe.
- Solar Radiation and Climate Experiment ou SORCE doit mesurer l'irradiance c'est-à-dire la puissance du rayonnement électromagnétique émis  par le Soleil. Ces mesures portent sur l'ensemble du spectre électromagnétique - rayons X, rayonnement ultraviolet, lumière visible, proche infrarouge  - permettant de quantifier l'irradiance solaire totale.  Cette mission spatiale fait partie du programme Earth Observing System qui regroupe un ensemble de satellites de la NASA chargés de collecter des données sur de longues périodes sur la surface de la Terre, la biosphère, l'atmosphère terrestre et les océans de la Terre.

### Vols habités
Dans le cadre de la mission Shenzhou 5, la Chine envoie pour la première fois un homme dans l'espace en utilisant ses lanceur et vaisseau.
Le 1er février 2003 la mission STS-107 de la navette spatiale américaine Columbia qui a à son bord un équipage de 7 personnes se désintègre durant sa rentrée atmosphérique tuant tout son équipage. Ce deuxième accident mortel confirme les risques pris par les équipages. Les responsables de la NASA décident de retirer du service opérationnel la navette à court terme. En attendant les résultats de l'enquête, les travaux d'assemblage en orbite de la Station spatiale internationale, tributaire de la navette spatiale, sont arrêtés.

### Lanceurs
Le lanceur russe Strela résultant de la reconversion d'un missile balistique UR-100 effectue son premier vol dans l'espace.
Le lanceur brésilien VLS-1 explose au sol peu avant la troisième tentative de lancement en tuant une partie des équipes au sol. Après cet accident le programme de développement de la fusée est suspendu.

### Programmes spatiaux nationaux

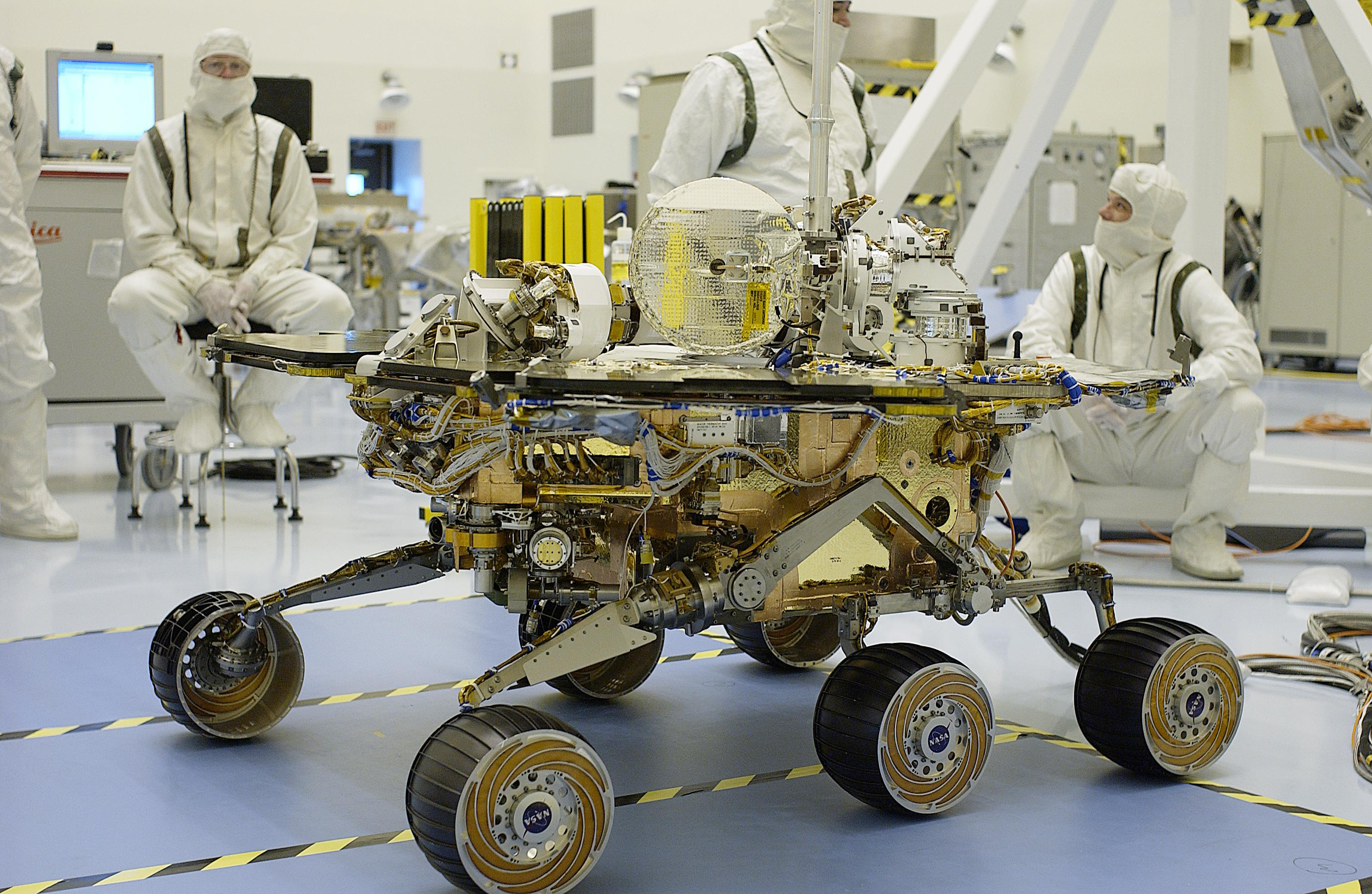
Le rover MER  Opportunity
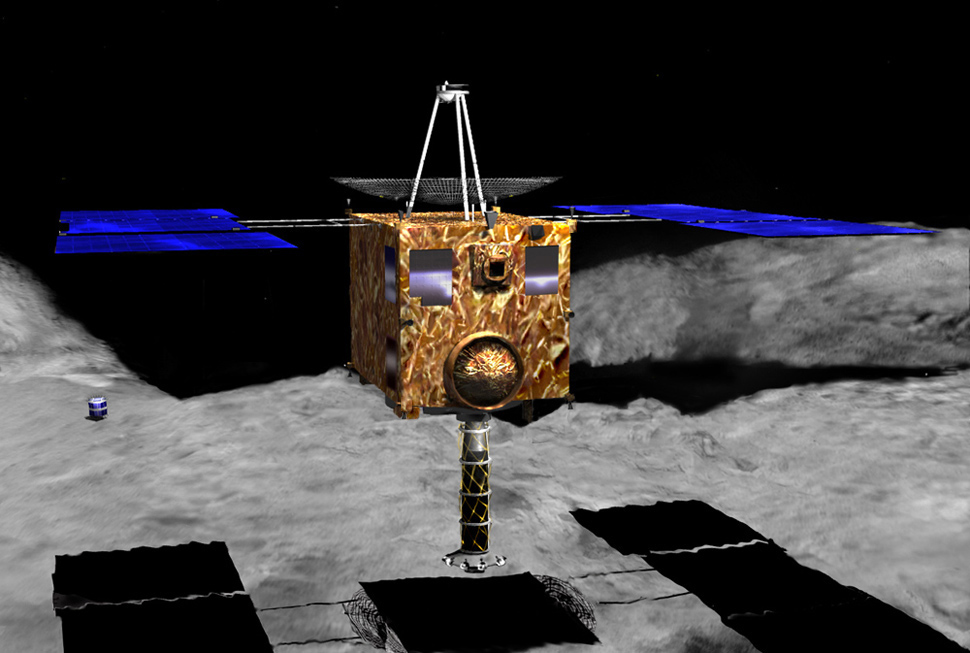
La sonde spatiale japonaise Hayabusa (vue d'artiste)
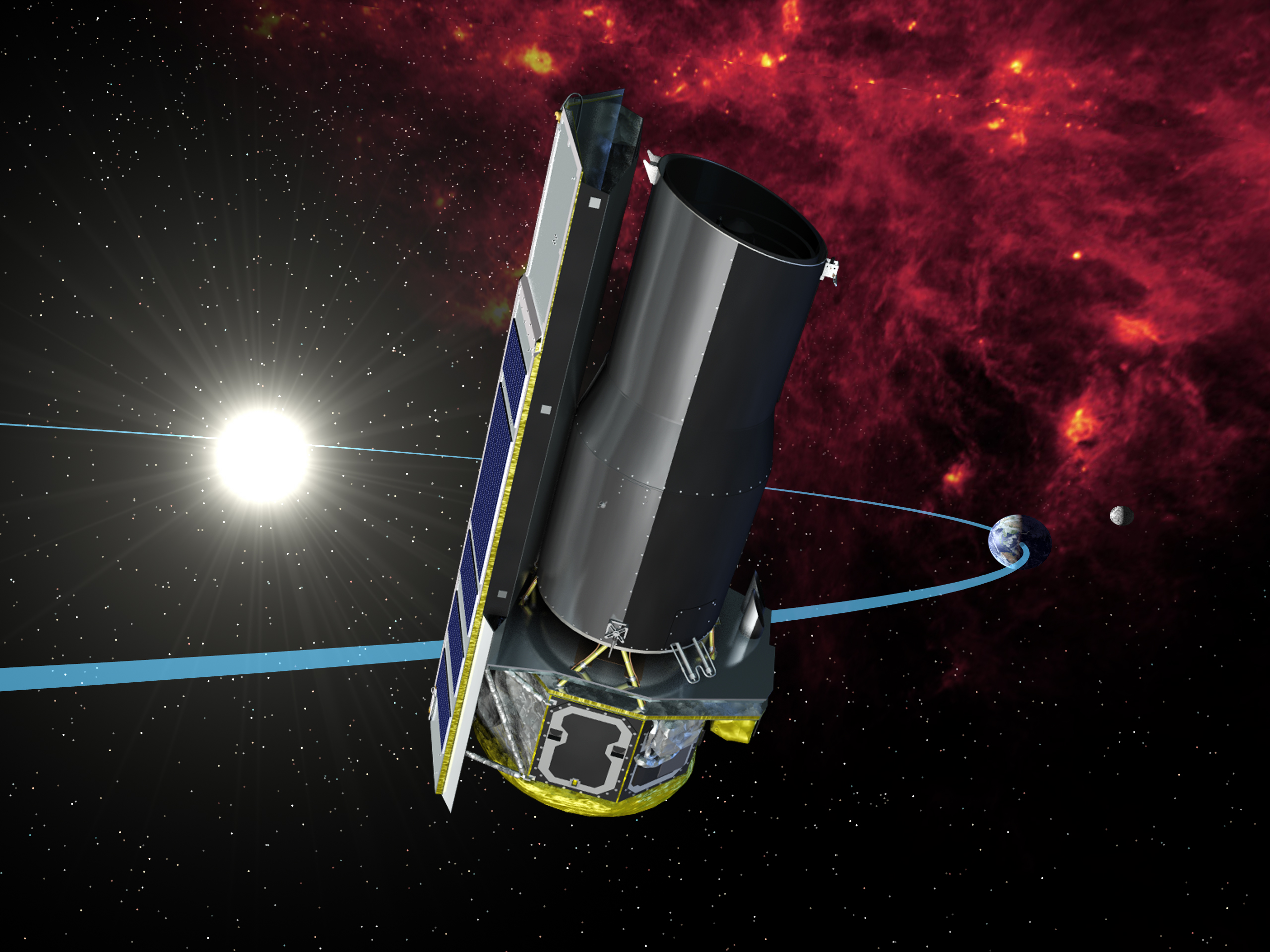
Le télescope infrarouge Spitzer  (vue d'artiste)

## Détail de l'activité spatiale

### Chronologie

#### Janvier
| Date            | Lanceur                     | Base de lancement      | Type           | Charge utile               | Notes                                                                                         |
| 6 janvier 2003  | Titan II SLV                | Vandenberg             | Orbite polaire | Coriolis                   | Satellite technologique                                                                       |
| 13 janvier 2003 | Delta II 7320-10            | Vandenberg             | Orbite polaire | ICESat, CHIPSat            | Satellite scientifique étude des glaces (ICESat), Astronomie spatiale (CHIPSat = Explorer 82) |
| 16 janvier 2003 | Navette spatiale américaine | Centre spatial Kennedy | Orbite basse   | Navette Columbia (STS-107) | Navette spatiale détruite durant la rentrée atmosphérique en tuant son équipage               |
| 25 janvier 2003 | Pegasus-XL                  | L-1011, Cape Canaveral | Orbite basse   | SORCE                      | Mesure de l'irradiance du Soleil                                                              |
| 29 janvier 2003 | Delta II 7925-9.5           | Cape Canaveral         | Orbite moyenne | GPS IIR-8                  | Satellite de navigation                                                                       |

#### Février
| Date            | Lanceur      | Base de lancement | Type                   | Charge utile  | Notes                           |
| 2 février 2003  | Soyouz-U-PVB | Plessetsk         | Orbite basse           | Progress M-47 | Ravitaillement station spatiale |
| 15 février 2003 | Ariane 4 4L  | Kourou            | Orbite géostationnaire | Intelsat 907  | Satellite de télécommunications |

#### Mars
| Date         | Lanceur           | Base de lancement | Type                   | Charge utile               | Notes                                         |
| 11 mars 2003 | Delta IV 4M       | Cape Canaveral    | Orbite géostationnaire | DSCS III A-3               | Satellite de télécommunications militaires    |
| 28 mars 2003 | H-IIA 2024        | Tanegashima       | Orbite basse           | IGS Optical-1, IGS Radar-1 | Satellites de reconnaissance optique et radar |
| 31 mars 2003 | Delta II 7925-9.5 | Cape Canaveral    | Orbite moyenne         | GPS IIR-9                  | Satellite de navigation                       |

#### Avril
| Date          | Lanceur              | Base de lancement      | Type                   | Charge utile             | Notes                                      |
| 2 avril 2003  | Molnia M             | Plessetsk              | Orbite de Molnia       | Molniya-1T               | Satellite de télécommunications            |
| 8 avril 2003  | Titan 401B / Centaur | Cape Canaveral         | Orbite géostationnaire | Milstar 6                | Satellite de télécommunications militaires |
| 9 avril 2003  | Ariane 5 G           | Kourou                 | Orbite géostationnaire | INSAT-3A (en), Galaxy 12 | Satellites de télécommunications           |
| 12 avril 2003 | Atlas 3B             | Cape Canaveral         | Orbite géostationnaire | AsiaSat 4                | Satellite de télécommunications            |
| 24 avril 2003 | Proton-K / DM-2      | Plessetsk              | Orbite de Molnia       | Oko-1 No. 7126           | Satellite d'alerte précoce                 |
| 26 avril 2003 | Soyouz-FG            | Plessetsk              | Orbite basse           | Soyouz TMA-2             | Relève équipage station spatiale           |
| 28 avril 2003 | Pegasus XL           | L-1011, Cape Canaveral | Orbite basse           | GALEX                    | Télescope ultraviolet                      |

#### Mai
| Date        | Lanceur          | Base de lancement | Type                   | Charge utile | Notes                                         |
| 8 mai 2003  | GSLV             | Satish Dhawan     | Orbite géostationnaire | GSAT-2 (en)  | Satellite de télécommunications               |
| 9 mai 2003  | M-V              | Uchinoura         | Orbite héliocentrique  | Hayabusa     | Sonde spatiale : retour échantillon astéroïde |
| 13 mai 2003 | Atlas V 401      | Cape Canaveral    | Orbite géostationnaire | Hellas Sat 2 | Satellite de télécommunications               |
| 24 mai 2003 | Longue Marche 3A | Xichang           | Orbite moyenne         | Beidou 3     | Satellite de navigation                       |

#### Juin
| Date         | Lanceur           | Base de lancement         | Type                   | Charge utile           | Notes                                                  |
| 2 juin 2003  | Soyouz-FG         | Baïkonour                 | Orbite héliocentrique  | Mars Express           | Sonde spatiale : orbiteur martien                      |
| 4 juin 2003  | Cosmos-3M         | Plessetsk                 | Orbite basse           | Parus?                 | Satellite de navigation militaire                      |
| 6 juin 2003  | Proton-K / Briz-M | Plessetsk                 | Orbite géostationnaire | AMC-9                  | Satellite de télécommunications                        |
| 8 juin 2003  | Soyouz-U-PVB      | Plessetsk                 | Orbite basse           | Progress M1-10         | Ravitaillement station spatiale                        |
| 10 juin 2003 | Zenit-3SL         | Plate-forme Ocean Odyssey | Orbite géostationnaire | Thuraya 2              | Satellite de télécommunications                        |
| 10 juin 2003 | Delta II 7925-9.5 | Cape Canaveral            | Orbite héliocentrique  | Mars Exploration Rover | Sonde spatiale : rover martien Spirit                  |
| 11 juin 2003 | Ariane 5 G        | Kourou                    | Orbite géostationnaire | BSat-2c, Optus C1/D    | Satellites de télécommunications                       |
| 19 juin 2003 | Molnia M          | Plessetsk                 | Orbite de Molnia       | Molniya-3              | Satellite de télécommunications                        |
| 26 juin 2003 | Pegasus XL        | L-1011, Vandenberg        | Orbite polaire         | OrbView-3 (en)         | Satellite de télédétection                             |
| 30 juin 2003 | Rokot             | Plessetsk                 | Orbite basse           | Mimosa, MOST           | Étude de l'atmosphère (Mimosa), Satellite d'astronomie |

#### Juillet
| Date            | Lanceur        | Base de lancement | Type                   | Charge utile           | Notes                                      |
| 8 juillet 2003  | Delta II 7925H | Cape Canaveral    | Orbite héliocentrique  | Mars Exploration Rover | Sonde spatiale : rover martien Opportunity |
| 17 juillet 2003 | Atlas V 521    | Cape Canaveral    | Orbite géostationnaire | Rainbow 1              | Satellite de télécommunications            |

#### Août
| Date         | Lanceur        | Base de lancement         | Type                   | Charge utile  | Notes                                      |
| 8 août 2003  | Zenit-3SL      | Plate-forme Ocean Odyssey | Orbite géostationnaire | EchoStar IX   | Satellite de télécommunications            |
| 12 août 2003 | Soyouz-U-PVB   | Plessetsk                 | Orbite basse           | Don           | Satellite de reconnaissance                |
| 13 août 2003 | Pegasus XL     | L-1011, Vandenberg        | Orbite basse           | SCISAT-1 (en) | Étude de l'atmosphère                      |
| 19 août 2003 | Cosmos-3M      | Plessetsk                 | Orbite basse           | Strela-3 x 3  | Satellite de télécommunications            |
| 25 août 2003 | Delta II 7920H | Cape Canaveral            | Orbite héliocentrique  | Spitzer       | Télescope infrarouge                       |
| 29 août 2003 | Soyouz-U-PVB   | Plessetsk                 | Orbite basse           | Progress M-48 | Ravitaillement station spatiale            |
| 29 août 2003 | Delta IV 4M    | Cape Canaveral            | Orbite géostationnaire | DSCS III B-6  | Satellite de télécommunications militaires |

#### Septembre
| Date              | Lanceur              | Base de lancement | Type                   | Charge utile                                                | Notes |
| 9 septembre 2003  | Titan 401B / Centaur | Cape Canaveral    | Orbite géostationnaire | Mentor 5                                                    | Satellite de reconnaissance électronique                                                                                             |
| 16 septembre 2003 | Kaituozhe-1          | Taiyuan           | Orbite basse           | PS 1                                                        | Satellite technologique ; Échec du lancement                                                                                         |
| 27 septembre 2003 | Cosmos-3M            | Plessetsk         | Orbite héliosynchrone  | Mozhaets-4, NigeriaSat-1, UK-DMC, BILSAT-1, Larets, STSAT-1 | Satellite universitaire (Mozhaets), Surveillance catastrophes (NigeriaSat, UK-DMC, BILSAT), géodésie (Larets), technologie (STSat-1) |
| 27 septembre 2003 | Ariane 5 G           | Kourou            | Orbite géostationnaire | Eurobird 3, INSAT-3E (en), SMART-1                          | Satellites de télécommunications, Sonde spatiale : orbiteur lunaire (SMART)                                                          |

#### Octobre
| Date             | Lanceur          | Base de lancement         | Type                   | Charge utile  | Notes |
| 1er octobre 2003 | Zenit-3SL        | Plate-forme Ocean Odyssey | Orbite géostationnaire | Galaxy 13     | Satellite de télécommunications                                                                                      |
| 15 octobre 2003  | Longue Marche 2F | Jiuquan                   | Orbite basse           | Shenzhou 5    | Première mission habitée chinoise                                                                                    |
| 17 octobre 2003  | PSLV             | Satish Dhawan             | Orbite polaire         | Resourcesat-1 | Satellite d'observation de la Terre                                                                                  |
| 18 octobre 2003  | Soyouz-FG        | Plessetsk                 | Orbite basse           | Soyouz TMA-3  | Relève équipage station spatiale                                                                                     |
| 18 octobre 2003  | Titan II SLV     | Vandenberg                | Orbite héliosynchrone  | DMSP F-16     | Satellite météorologique militaire                                                                                   |
| 21 octobre 2003  | Longue Marche 4B | Taiyuan                   | Orbite polaire         | ZY 1-2, CX-1  | Satellite d'observation de la Terre; autre appellation : CBERS 2 ; Satellite de télécommunications militaires (CX-1) |
| 30 octobre 2003  | Rokot            | Plessetsk                 | Orbite héliosynchrone  | SERVIS 1      | Satellite technologique                                                                                              |

#### Novembre
| Date             | Lanceur          | Base de lancement | Type                   | Charge utile               | Notes                                                               |
| 3 novembre 2003  | Longue Marche 2D | Jiuquan           | Orbite basse           | FSW Service Module         | Satellite de reconnaissance                                         |
| 14 novembre 2003 | Longue Marche 3A | Xichang           | Orbite géostationnaire | ST 20                      | Satellite de télécommunications militaires                          |
| 24 novembre 2003 | Proton-K / DM-2M | Plessetsk         | Orbite géostationnaire | Yamal-202, Yamal-201       | Satellites de télécommunications                                    |
| 29 novembre 2003 | H-IIA 2024       | Tanegashima       | Orbite basse           | IGS Optical-2, IGS Radar-2 | Satellites de reconnaissances optique et radar ; Échec du lancement |

#### Décembre
| Date             | Lanceur           | Base de lancement | Type                   | Charge utile                    | Notes                                        |
| 2 décembre 2003  | Atlas IIAS        | Vandenberg        | Orbite moyenne         | NOSS Intruder 6 SC1 et SC2      | Satellites d'écoute électronique navale (x2) |
| 5 décembre 2003  | Strela            | Plessetsk         | Orbite basse           | Satellite Kondor de télémétrie  | Premier vol du lanceur Strela (test)         |
| 10 décembre 2003 | Proton-K / Briz-M | Plessetsk         | Orbite moyenne         | GLONASS Ouragan 794, 795 et 701 | Satellites de navigation (x3)                |
| 18 décembre 2003 | Atlas 3B          | Cape Canaveral    | Orbite géostationnaire | UFO F/O F11                     | Satellite de télécommunications militaires   |
| 21 décembre 2003 | Delta II 7925-9.5 | Cape Canaveral    | Orbite moyenne         | GPS IIR-10                      | Satellite de navigation                      |
| 27 décembre 2003 | Soyouz-FG         | Baïkonour         | Orbite géostationnaire | AMOS-2 (en)                     | Satellite de télécommunications              |
| 28 décembre 2003 | Proton-K / DM-2M  | Plessetsk         | Orbite géostationnaire | Ekspress AM-22                  | Satellite de télécommunications              |
| 29 décembre 2003 | Longue Marche 2C  | Xichang           | Orbite haute           | Double Star DSP-E               | Étude de la magnétosphère                    |

## Vols orbitaux

### Par pays
| Pays       | Lancements | dont échecs partiels/totaux | Remarques |
| ---------- | ---------- | --------------------------- | --------- |
| Chine      | 7          | 1                           |           |
| Europe     | 4          |                             |           |
| Inde       | 2          |                             |           |
| Japon      | 3          | 1                           |           |
| Russie     | 21         |                             |           |
| Ukraine    | 3          |                             |           |
| États-Unis | 23         |                             |           |
| Total      | 63         | 2                           |           |

### Par famille de lanceurs
| Famille de lanceurs         | Pays       | Lancements | dont échecs partiels ou totaux | Remarques |
| --------------------------- | ---------- | ---------- | ------------------------------ | --------- |
| Ariane 4                    | Europe     | 1          |                                |           |
| Ariane 5                    | Europe     | 3          |                                |           |
| Atlas II                    | États-Unis | 1          |                                |           |
| Atlas III                   | États-Unis | 2          |                                |           |
| Atlas V                     | États-Unis | 2          |                                |           |
| Cosmos 1/3/3M               | Russie     | 3          |                                |           |
| Delta II                    | États-Unis | 7          |                                |           |
| Delta IV                    | États-Unis | 2          |                                |           |
| GSLV                        | Inde       | 1          |                                |           |
| H-IIA                       | Japon      | 2          | 1                              |           |
| Kaituozhe-1                 | Chine      | 1          | 1                              |           |
| Longue Marche 2             | Chine      | 3          |                                |           |
| Longue Marche 3             | Chine      | 2          |                                |           |
| Longue Marche 4             | Chine      | 1          |                                |           |
| Molnia                      | Russie     | 2          |                                |           |
| Mu                          | Japon      | 1          |                                |           |
| Navette spatiale américaine | États-Unis | 1          |                                |           |
| Pegasus                     | États-Unis | 4          |                                |           |
| Proton                      | Russie     | 5          |                                |           |
| PSLV                        | Inde       | 1          |                                |           |
| Rokot                       | Russie     | 2          |                                |           |
| Soyouz                      | Russie     | 8          |                                |           |
| Strela                      | Russie     | 1          |                                |           |
| Titan II, IIIA, IIIB        | États-Unis | 2          |                                |           |
| Titan IVA, IVB              | États-Unis | 2          |                                |           |
| Zenit                       | Ukraine    | 3          |                                |           |
| Total                       |            | 63         | 2                              |           |

### Par type d'orbite
| Orbite                 | Lancements | Succès | Échecs | Orbite atteinte involontairement | Remarques                                                                              |
| ---------------------- | ---------- | ------ | ------ | -------------------------------- | -------------------------------------------------------------------------------------- |
| Basse                  |            |        |        |                                  |                                                                                        |
| Moyenne                |            |        |        |                                  |                                                                                        |
| Haute                  |            |        |        |                                  | dont Molnyua, orbite de transfert vers la Lune, orbite elliptique à forte excentricité |
| Géosynchrone/transfert |            |        |        |                                  |                                                                                        |
| Héliocentrique         |            |        |        |                                  | dont orbite de transfert interplanétaire                                               |

### Par site de lancement
| Pays       | Base de lancement             | Nombre de lancements | Remarques |
| ---------- | ----------------------------- | -------------------- | --------- |
| Chine      | Jiuquan                       | 2                    |           |
| Chine      | Taiyuan                       | 2                    |           |
| Chine      | Xichang                       | 3                    |           |
| Europe     | Kourou                        | 4                    |           |
| Inde       | Satish Dhawan                 | 2                    |           |
| Japon      | Uchinoura                     | 1                    |           |
| Japon      | Tanegashima                   | 2                    |           |
| Russie     | Plessetsk                     | 21                   |           |
| États-Unis | Cape Canaveral                | 14                   |           |
| États-Unis | Vandenberg                    | 4                    |           |
| États-Unis | Centre spatial Kennedy        | 1                    |           |
| États-Unis | Depuis avion L-1011 (Pegasus) | 4                    |           |
| Ukraine    | Plate-forme Odyssey (Zenit)   | 3                    |           |
|            | Total                         | 63                   |           |

## Survols et contacts planétaires
| Date | Sonde spatiale | Événement | Remarque |
| ---- | -------------- | --------- | -------- |
|      |                |           |          |

### Sources
- (en) Jonathan McDowell, « Jonathan's Space Report », Jonathan's Space Page
- (en) Gunter Krebs, « Chronology of Space Launches », Gunter's Space Page
- (en) « SPACE FLIGHT 2003 - The Year in Review », NASA